# تاتوره (فیلم)
تاتوره فیلمی به کارگردانی و نویسندگی کیومرث پوراحمد محصول سال ۱۳۶۳ است.

## بازیگران
- داوود رشیدی
- پروانه معصومی
- اسماعیل داورفر
- سیامک اطلسی
- ضیاء امیری
- علی قربانی
- علی دشتی
- تقی بیرجندی
- علی اکبر دهقانی
- رمضان امیری
- حبیب اله الهیاری
- اکبر آبو
- بیژن ساعی
- امیرحسین قاسمی
- حمید آقابالا
- مینا قیّم